# Variantenheterofonie
Variantenheterofonie is een muzikaal verschijnsel dat optreedt wanneer een aanvankelijk homofone melodie door variaties op sommige plekken meerstemmig wordt. In geïmproviseerde muziek komt dit verschijnsel veelvuldig voor. Ook denken musicologen dat variantenheterofonie aan de basis van polyfonie ligt. Een bekende variant is het in 'tertsen zingen'.